# Alexandre Geijo
Alexandre Geijo Pazos, kurz Geijo (* 5. September 1982 in Genf) ist ein spanisch-schweizerischer ehemaliger Fussballspieler auf der Position des Stürmers.

## Spielerkarriere
Alexandre Geijo besitzt sowohl die spanische als auch die schweizerische Staatsbürgerschaft. Seine Karriere begann er beim Schweizer Traditionsclub Neuchâtel Xamax. Im Jahr 2001, mit 18 Jahren, zog er in die Heimat seiner Eltern. Zunächst spielte er drei Jahre lang für die zweite Mannschaft von FC Málaga, anschließend in der ersten Elf. Nachdem er in seiner ersten Saison in der Primera bei den Andalusiern torlos geblieben war, ging er in die Segunda División zu Deportivo Xerez. Dort konnte er sich zu einem zuverlässigen Torjäger entwickeln und das Interesse von Erstliga-Club Levante UD auf sich ziehen, wo er anschließend von 2007 bis 2009 aktiv war.
Am 28. Juli 2009 unterschrieb Geijo einen Vierjahresvertrag bei Racing Santander. Trotz einer noch nicht vollständig auskurierten Verletzung bestand er erfolgreich den Medizincheck. Sein erstes und einziges Tor für den Verein erzielte er am 24. Januar 2010, als er mit seinen Teamkollegen Sporting Gijón auswärts mit 1:0 bezwang. Nur wenige Tage später, am 1. Februar, wechselte er zu Udinese Calcio, um zu seinem ehemaligen Levante-Trainer Gianni De Biasi zurückzukehren.
Im Sommer 2010 wurde Geijo als Teil einer Partnerschaft zwischen FC Granada und Udinese für ein Jahr an Granada ausgeliehen. In der 2. Liga zeigte er sich in herausragender Form. Am 30. Oktober erzielte er einen Hattrick beim 5:0-Sieg gegen seinen ehemaligen Klub Xerez, woraufhin er am 13. November in einem 4:1-Sieg gegen Barcelona B ebenfalls einen Dreierpack erzielen konnte. Mit insgesamt 24 Toren trug er maßgeblich dazu bei, dass Granada nach 35 Jahren wieder in die Primera División aufstieg.
Die Saison 2011/12 begann für Geijo jedoch mit einer Verletzung, und Granada fand sich in den ersten Monaten im Tabellenkeller wieder. Am 31. Oktober 2011 erzielte er sein erstes Tor der Saison in einem 2:1-Derbysieg gegen Sevilla, als er den zwischenzeitlichen Ausgleich erzielte.
Am 9. August 2012 wechselte Geijo auf Leihbasis zu Watford in die englische Championship. Er brauchte nicht lange um sich einzufinden und traf am 27. November 2012 bei einem 4:1-Auswärtssieg gegen Sheffield Wednesday erstmals für die Hornets.
Für Udinese erzielte Geijo nur ein Tor in der Serie A – im 2:2-Unentschieden gegen Sampdoria Genua am 21. Dezember 2014. In der Folgezeit wechselte er zu Brescia Calcio in die Serie B und zu Venedig in die Serie C, wo er 2017 mit dem Verein in die Serie B aufstieg.
Im August 2021 beendete Geijo nach zwei Jahren in der spanischen Segunda División B bei Atlético Sanluqueño seine Karriere im Alter von 39 Jahren.